# Уленты (станция)
Уленты́ (каз. Өлеңті) — станция в Ерейментауском районе Акмолинской области Казахстана. Входит в состав Улентинского сельского округа. Код КАТО — 114653700.

## География
Станция расположена в юго-восточной части района, на расстоянии примерно 43 километров (по прямой) к востоку от административного центра района — города Ерейментау, в 1 километре к югу от административного центра сельского округа — села Уленты.
Абсолютная высота — 291 метров над уровнем моря.
Ближайшие населённые пункты: село Уленты — на севере, село Бозтал — на юго-востоке.
Близ станции проходит железная дорога «Ерейментау — Шидерты».

## Население
В 1989 году население станции составляло 355 человек (из них русские — 38 %, казахи — 25 %).
В 1999 году население станции составляло 336 человек (168 мужчин и 168 женщин). По данным переписи 2009 года, в населённом пункте проживало 245 человек (118 мужчин и 127 женщин).
| Численность населения | Численность населения | Численность населения |
| 1989                  | 1999                  | 2009                  |
| --------------------- | --------------------- | --------------------- |
| 355                   | ↘336                  | ↘245                  |